# Mai Wells
Pour les articles homonymes, voir Wells.
Mai Wells (née le 14 avril 1863 ou 4 janvier 1862 à San Francisco, morte le 1er août 1941 à Los Angeles), créditée aussi sous le nom de May Wells ou Mae Wells, est une actrice américaine de théâtre et de cinéma.

## Biographie
Née à San Francisco sous le nom Mary Lavinia Wells, elle est la fille de Samuel Adams Wells (1824–1864)  et de Lavinia Howard née à Londres sous le nom Oldfield. Elle commence au théâtre dès l'âge de 5 ans dans la troupe de ses parents. Son père se produisait dans les music hall de San Francisco. Mai Wells se marie avec William M. Chapman, avec qui elle a eu deux enfants, Lavinia W. Chapman (1891–1988) et William M. Chapman (1888 –1958). Elle apparaît pour la première fois au cinéma en 1912, et travaille pour des studios tels que Keystone, Powers, Biograph, Reliance-Majestic, Eclair, Edison et The Oz Film Manufacturing Company, essentiellement dans des rôles de femmes mures, de belles-mères ou de femmes de la campagne.

## Filmographie
- 1912 : The Wager  : Mrs. Livingstone, mère de Grace (as Mae Wells)
- 1912 : Lady Clare  : Old Alice : the Nurse (as Mae Wells)
- 1912 : The Skeleton
- 1913 : Slim Turns the Tables  : Mrs. O'Reilly (as Mae Wells)
- 1913 : Slim and the Petticoats  : Mrs. O'Reilly
- 1913 : The Gusher : Party Guest (non créditée)
- 1913 : Slim and the Boys at Breezy Beach : Mrs. O'Reilly
- 1913 : Slim Proposes, But...  : Mrs. O'Reilly
- 1913 : A Muddy Romance  : Other Bride
- 1913 : Slim Becomes a Detective  : Mrs. O'Reilly
- 1913 : Slim Gets the Reward  : Mrs. O'Reilly
- 1913 : The Running Away of Doris (as Mae Wells)
- 1914 : The Last Egyptian  : Princess Hatatcha, grand-mère de Kara
- 1914 : His Majesty, the Scarecrow of Oz : Old Mombi (as Mae Wells)
- 1914 : The Magic Cloak : tante Rivette (non créditée)
- 1914 : Hiram and Zeke Masquerade
- 1914 : Johnnie from Jonesboro  : Mrs. Jones : the Widow
- 1914 : Whistling Hiram
- 1914 : The Runaway  : Arthur's Mother
- 1914 : Cuckooville Goes Skating : (as Mae Wells)
- 1914 : A Neighborly Quarrel : The Widow (as Mae Wells)
- 1914 : That Cuckooville Horse Race  : The Widow O'Laughagin (as Mae Wells)
- 1914 : Pretzel's Baby  : Mrs. Pretzel
- 1914 : Why Kentucky Went Dry  (as Mae Wells)
- 1914 : Black Hands and Dirty Money  : Mrs. Pretzel (as Mae Wells)
- 1914 : Colonel Custard's Last Stand  (as Mae Wells)
- 1914 : Pretzel Captures the Smugglers  : Mrs. Pretzel (as Mae Wells)
- 1914 : Slim Joins the Army  : Mrs. O'Reilly
- 1914 : Almost a White Hope  : Strong's Wife (as Mae Wells)
- 1914 : Baffles the Gentleman Burglar  : vieille femme
- 1914 : Slim to the Rescue : Mrs. O'Reilly
- 1914 : Slim Becomes an Editor : Mrs. O'Reilly
- 1914 : Slim and the Dynamiters : Mrs. O'Reilly
- 1914 : The Saint and the Singer  (as Mae Wells)
- 1914 : I Abide with Me  : Martha's Mother (as Mae Wells)
- 1914 : The Deuce and Two Pair  : Miss Freeze (as Mae Wells)
- 1914 : Too Many Cooks : Carson's Mother-in-Law
- 1914 : Slim and the Money Pots : Mrs. Burley
- 1914 : Just Mother (as Mae Wells)
- 1914 : Slim's Strategy  : Mrs. O'Reilly
- 1914 : Slim's Last Trick : Mrs. O'Reilly
- 1915 : Fatty teinturier (Fatty's Tintype Tangle) : la Belle-mère de Fatty
- 1916 : Safety First Ambrose (
- 1916 : His Busted Trust  : The Landlady (as May Wells)
- 1916 : Madcap Ambrose : la mère d'Ambrose (as Mae Wells)
- 1916 : His First False Step : la mère de la femme
- 1916 : The Lion and the Girl
- 1916 : His Auto Ruination : The Auto Enthusiast's Wife (as May Wells)
- 1916 : A Movie Star : Jack's Screen Mother (as May Wells)
- 1916 : Fatty et Mabel à la mer (Fatty and Mabel Adrift) : la mère de Mabel (as May Wells)
- 1917 : The Late Lamented : The Landlady (as Mae Wells)
- 1917 : Cactus Nell : la mère de Nell (as May Wells)
- 1917 : Her Fame and Shame : Chaperone (non créditée)
- 1917 : A Winning Loser
- 1917 : A Self-Made Hero
- 1917 : The Stone Age
- 1917 : The Grab Bag Bride  : la femme simple
- 1917 : Honest Thieves
- 1920 : Le Souffle des dieux (The Breath of the Gods) : la mère de Yuki
- 1920 : Old Lady 31 : Mrs. Homans (as May Wells)
- 1921 : Opened Shutters : Martha Lacey
- 1923 : Le Pèlerin (The Pilgrim) : la mère du petit garçon
- 1925 : The Wedding Song : la vielle femme (non créditée)
- 1925 : Assorted Nuts : Elmo Billings
- 1925 : Le Train de 6 heures 39 (Excuse Me) : Mrs. Job Wales
- 1927 : Blondes by Choice : Miss Terwilliger
- 1932 : If I Had a Million : Idylwood Resident (non créditée)